# Holanda (região)

Holanda é uma região histórica no centro-oeste dos Países Baixos. Foi um condado do Sacro Império Romano-Germânico e mais tarde a liderança da República das Sete Províncias Unidas dos Países Baixos (1581 - 1795).
A área é hoje dividida em duas províncias: Holanda do Norte (Noord-Holland) e Holanda do Sul (Zuid-Holland), criadas em 1840.
A província da Holanda era o centro cultural, político e econômico das Províncias Unidas. As maiores cidades da República localizavam-se na Holanda, tais como Amsterdã (a capital), Roterdã, Leiden, Haia (a sede do governo), Delft e Haarlem. Das grandes cidades portuárias da Holanda, mercadores neerlandeses viajavam para destinos em toda a Europa, e os comerciantes europeus se reuniam para fazer negócios nos armazéns de Amsterdã e outras cidades holandesas. Em consequência, muitos europeus ouviam falar das Províncias Unidas antes como "Holanda" do que como "Republiek der Zeven Verenigde Nederlanden". Esta tradição continua até hoje. Alguns neerlandenses de outras regiões podem achar indelicado ou até insultante usar o termo para designar o país como um todo.
Desta forma, embora isto seja oficialmente incorreto, a palavra "Holanda" (Holland) é frequentemente usada por estrangeiros e ocasionalmente por falantes do neerlandês para denotar o conjunto dos Países Baixos, provavelmente porque "Países Baixos" (Nederland) é uma expressão mais longa. Outro motivo para o uso de "Holanda" poderia ser o facto de a designação "Países Baixos" ("Lage Landen" ou "Nederlanden"), ao contrário de "País Baixo", incluir também a Bélgica (ou parte da Bélgica) e o Luxemburgo.
Por um curto período (1806 - 1810), entretanto, existiu o Reino da Holanda, que, sob o domínio de Napoleão Bonaparte, abrangia o conjunto dos Países Baixos.